# Moc Plancka
Moc Plancka – pochodna jednostka mocy w naturalnym systemie jednostek, oznaczana jako PP.
{\displaystyle P_{P}={\frac {E_{P}}{t_{P}}}={\frac {c^{5}}{G}}\approx } 3,62831 × 1052 W
gdzie:
G – stała grawitacji,
c – prędkość światła w próżni,
{\displaystyle E_{P}} – energia Plancka,
{\displaystyle t_{P}} – czas Plancka.
Moc Plancka odpowiada emisji energii równej energii Plancka w czasie równym czasowi Plancka.